# Gornji Ig
Gornji Ig je gručasto hribovsko naselje v Krimsko-Mokrškem hribovju, občina Ig. Nahaja se ob cesti Iška vas - Rakitna, na zakraseli planoti jugozahodno nad Iško vasjo. 
V naselju se odcepita označena pešpot in gozdna cesta na Krim, kjer je zraven televizijskega oddajnika ponovno odprta planinska koča. Tik nad vasico je vzpetina Črtež (765 m), pod katero sta kapniški kraški jami Velika in Mala Pasica. Proti jugu vodi gozdna cesta proti partizanski bolnišnici Krvavici. Dve oddaljeni domačiji sta še južneje, vzhodno od Rakitne. Proti vzhodu svet strmo pada v spodnji del soteske Iškega vintgarja. 
Naselje se prvič omenja leta 1300, cerkev sv. Lenarta, ki je porušena, pa leta 1498.

## Plezališče
Stene ležijo v bližini vasi Gornji Ig, s pogledom na Iški vintgar. Plezališče leži na nadmorski višini 650 metrov. Visoke so do 60 metrov. Plezati je možno vse leto, v vročih poletjih popoldan, pozimi pa dopoldan.

### Karakteristika smeri
V plezališču je 47 smeri, nekatere imajo dva raztežaja.  Smeri so ocenjene od težavnosti 4b ter tja do 7c+. V plezališču lahko najdemo vse tipe plezalnih sten, razen izrazitih previsov. 

### Dostop
Na jugu ljubljanskega barja pred sotesko Iškega vintgarja, je vasica Gornji Ig. Kakšen kilometer proti jugu, je na levi strani ceste prostor, namenjen parkiranju vozil. Dostop do plezališča pa je urejen po dobro uhojeni stezi v smeri soteske Iškega vintgarja.
Plezališče ni primerno za obisk z otroki, priporoča se uporaba čelade.